# Flavobacterium croceum
Flavobacterium croceum ist eine Art von Bakterien. Sie wurde aus einen Belebtschlamm zur Reinigung von Abwasser isoliert.

## Erscheinungsbild
Die Zellen von Flavobacterium croceum sind stäbchenförmig oder leicht gekrümmt. Sie sind zwischen 0,3 und 0,5 μm breit und 1–3,2 μm lang. Flagellen sind nicht vorhanden. Ebenfalls findet auch keine gleitende Bewegung (gliding motility) statt. Diese Art der Bewegung wird bei vielen anderen Arten der Gattung Flavobacterium beobachtet und tritt auch bei vielen anderen Gattungen der Abteilung der Bacteroidetes auf. Der Farbstoff Flexirubin wird von Flavobacterium croceum, im Gegensatz zu einigen anderen Arten der Gattung, nicht gebildet. Der Gram-Test fällt negativ aus.

## Wachstum und Stoffwechsel
Flavobacterium croceum  ist fakultativ anaerob, d. h. auch unter vollständigem Ausschluss von Sauerstoff findet Wachstum statt. Allerdings wurden auch einige Stämmen der Art beobachtet, die zwingend auf Sauerstoff angewiesen sind. Wachstum findet bei Temperaturen zwischen 10 und 45 °C statt. Optimales Wachstum erfolgt zwischen 25 und 35 °C. Bei NaCl-Gehalten über 1 % erfolgt nur noch stark eingeschränktes Wachstum, bestes Wachstum findet bei 0 % statt. Das Bakterium wächst bei pH-Werten im Bereich von 5,5 bis 8,5, das Optimum liegt bei pH-Werten von 7,5 bis 8,0.
Der Katalase-Test fällt negativ, der Oxidase-Test fällt positiv aus. Der Kongorot-Test verläuft positiv, negativ fallen die Tests für die Produktion von Indol, Schwefelwasserstoff, Acetoin und Citrat aus. Casein und Gelatine werden durch Hydrolyse vom Bakterium für den Stoffwechsel verwertet. Nicht genutzt werden Aesculin, Stärke und Tyrosin. Nitrat wird nicht reduziert. Das Bakterium kann keinen Harnstoff abbauen, das Enzym Urease ist also nicht vorhanden.
Weiterhin negativ fallen die Tests auf Hydrolyse von Carboxymethylcellulose, Hypoxanthin und Xanthin, Tween 80 und 20 aus.

## Chemotaxonomie
Die vorherrschenden Fettsäuren innerhalb der Zellmembran sind die Hydroxy-Fettsäure iso C16:0 3-OH, sowie die Iso-Fettsäuren iso-C15 : 1 G (diese Fettsäure konnte nicht genau bestimmt werden), iso-C15 : 0, iso-C14 : 0, iso-C16:0, sowie die gesättigte und unverzweigte Fettsäure Pentadecan (C15:0). Diese Werte entsprechen dem für die Gattung Flavobacterium als typisch ermittelten Profil.
Die vorhandenen Polarlipide sind Phosphatidylethanolamine, Diphosphatidylglycerin und Phosphatidylcholine. Das hauptsächliche Quinon ist das Menaquinon MK-6.
Der GC-Gehalt wurde in der Erstbeschreibung als 40,8 % bestimmt. In einer weiteren Untersuchung wurde der GC-Gehalt als 32,1 % ermittelt. Die Größe des Genoms wurde hierbei als 2.95 Megabasenpaare (Mbp) bestimmt.

## Systematik
Flavobacterium croceum zählt zu der Familie der Flavobacteriaceae, welche wiederum zu der Klasse Bacteroidetes gestellt wird. Sie wurde im Jahr 2006 von Minjeong Park und Mitarbeitern beschrieben.

## Etymologie
Der Gattungsname Flavobacterium beruht auf dem lateinischen Wort „Bacterium“ (Bakterie) und auf dem ebenfalls lateinischen Wort „flavus“, welches Gelb bedeutet. Letzteres bezieht sich auf die Farben der Kolonien der Vertreter der Gattung, welche von relativ bleich bis zu ausgeprägtem Gelb reichen. Der Artname F. croceum beruht auf dem lateinischen Wort „croceum“ und bedeutet so viel wie golden und bezieht sich ebenfalls auf die Färbung dieser Art.

## Ökologie
Vertreter der Gattung Flavobacterium sind physiologisch sehr vielfältig. Es gibt Arten, die „kälteliebend“ (psychrophil) sind, wie z. B. F. psychrophilum. Andere bevorzugen Umgebungen mit hohem Salzgehalt (halophil). Sie produzieren außerdem eine Vielzahl von verschiedenen Enzymen. Dies legt nahe, dass die Vertreter der Gattung eine wichtige ökologische Rolle in der Umwelt einnehmen. Dies macht sie auch für die Biotechnologie interessant.
Die Art Flavobacterium croceum wurde bei einer Untersuchung und Bestimmung von Mitgliedern der Bakteriengemeinschaft eines Belebtschlammes isoliert und beschrieben. Ein Belebtschlamm ist die Ansammlung von Mikroorganismen, die in Belebungsverfahren (auch als Belebtschlammverfahren bezeichnet, engl.: activated sludge process) eingesetzt werden, um Abwasser zu reinigen. Hierbei handelte es sich speziell um einen Belebtschlammprozess mit zyklischen Veränderungen von sauerstofffreien (anaeroben) und aeroben (Anwesenheit von Sauerstoff) Zuständen. Dieser Prozess wird eingesetzt, um Phosphat aus dem Abwasser zu entfernen. Man spricht von der Phosphorelimination. Dieses Verfahren wird auch zunehmend zur Verringerung des Eutrophierungsprozesses in Seen genutzt. Flavobacterium croceum ist durch die Möglichkeit, auch einen anaeroben Stoffwechsel durchzuführen, für solche Prozesse geeignet und ist somit im Interesse für eine verbesserte, biologische Phosphorelimination.